# Good Mourning
Good Mourning é o quarto álbum de estúdio pela banda de Punk Rock de Chicago Alkaline Trio, realizado em 13 de Maio de 2003 pela Vagrant Records. O álbum marca a primeira vez do baterista Derek Grant com a banda em um álbum (já que ele aparece na bateria no CD slip com o Hot Water Music), descrito pelo vocalista/guitarrista Matt Skiba, como "uma nova influência." Durante as gravações, Skiba e o vocalista/baixista Dan Andriano estava doentes. Skiba descreve o álbum como soando "maior, mais profundo e mais sujo" que seu antecessor, From Here to Infirmary. O álbum estreou em 20º lugar na Billboard 200, vendendo 40.000 cópias em sua primeira semana.

Em uma entrevista de 2003, Matt Skiba afirmou que Good Mourning: 
é muito bom. Quero dizer, nos levou muito tempo para fazer e eu acho que a maioria das pessoas com quem converso que faz música quer sempre fazer um trabalho melhor ou talvez um pouco diferente. Eu nunca fui capaz de evitar isso, inclusive com esse trabalho. Há coisas que eu queria ter feito um pouquinho diferente. Mas que também vem com apenas ouvi-la e viver com ele por tanto tempo que até que seja feito, você realmente não vai ouvir coisas dessa forma até que seja tarde demais, como eu acho. Mas eu diria que estou feliz com a grande maioria.

## Título
De acordo com Matt Skiba: "Uma manhã eu estava tomando café debaixo pela rua do estúdio onde estávamos gravando e meu garçom disse 'good morning'(bom dia) para mim e foi só como um duplo sentido quando eu registrei e chamei todo mundo e falei 'Que tal Good Mourning com um U?' e todo mundo gostou tanto que usamos."

## Musicalidade
Esse CD é considerado por muitos fãs da banda como o mais pesado, em função de que há muitas linhas de guitarra, baixo e bateria puxados para o Hardcore Melódico e o Horror Punk, além do vocal de Matt Skiba, que está muito característico nesse CD por estar muito rouca, e também acabou sendo o CD com maior número de faixas com vocais principais do baixista Dan Andriano, sendo 5 no total.
Há influências de Post-Hardcore em faixas como "This Could Be Love" e "Donner Pary(All Night)", Horror Punk e Hardcore Punk em "We've Had Enough", que também contem vocais de apoio gritados(sendo uma participação especial do vocalista Keith Morris), Rock Gótico em "All On Black", Punk Rock e Pop Punk em "Emma" e "Fatally Yours", dentre outras.
Esse CD também contem teclados, como na introdução de "One Hundred Stories", guitarras com efeitos baseados em ska, como na ponte de "Continental" e violões combinados com guitarra em "Every Thug Needs A Lady" e ainda uma balada acústica em "Blue In The Face".

## Faixas
| N.º            | Título                     | Duração |  |
| 1.             | "This Could Be Love"       | 3:47    |  |
| 2.             | "We've Had Enough"         | 2:51    |  |
| 3.             | "One Hundred Stories"      | 3:40    |  |
| 4.             | "Continental"              | 3:28    |  |
| 5.             | "All On Black"             | 4:00    |  |
| 6.             | "Emma"                     | 2:42    |  |
| 7.             | "Fatally Yours"            | 2:16    |  |
| 8.             | "Every Thug Needs A Lady"  | 3:18    |  |
| 9.             | "Blue Carolina"            | 3:28    |  |
| 10.            | "Donner Party (All Night)" | 2:44    |  |
| 11.            | "If We Never Go Inside"    | 3:46    |  |
| 12.            | "Blue In The Face"         | 3:02    |  |
| Duração total: | Duração total:             | 48:30   |  |

### Edição do Reino Unido
A edição do Reino Unido de Good Mourning consiste das mesmas 12 faixas e mais duas bônus:
1. "Dead End Road" – 3:09 vocais por Matt Skiba
2. "Old School Reasons" – 2:52 vocais dividos por Matt Skiba/Daniel Andriano

## Personnel
- Todas as músicas escritas por Alkaline Trio.
- Vocais adicionais por Keith Morris e Jerry Finn.
- Produzido por Joe McGrath
- Co-produzido e mixado por Jerry Finn.
- Gravado por Joe McGrath.
- Enginheiros assistentes foram Christopher Holmes, Jason Gossman e Robert Reed.
- Checagem da bateria por Mike Fasano.
- Gravado e mixado nos Cello Studios.
- Masterizado por Brian Gardner na Bernie Grundman Mastering.
- Fotografado por Jay Blakesberg
- Arte por Keath Moon.
- Layout e design por Keath Moon e Alkaline Trio.
- Management por Erik Anderson para JBM.
- US Booking providenciado por Andrew Ellis para Ellis Industries.
- International Booking por Steve Strange para Helter Skelter.
- Legal provided por Mike Toorock para Toorock e Rosen e Rich Vogel.
- Agradecimentos especias para Ampeg, C&C Percussion, Ernie Ball, GPC, e Pro-Mark.